# Message (The Sketchbookの曲)
「Message」（メッセージ）は、The Sketchbookの楽曲で、3枚目のシングル。2012年2月1日にavex entertainmentからリリース。

## 概要
前作「クローバー」より、約4カ月ぶりとなる、2012年第1弾シングル。また、一万企画を達成し、バンド存続決定が決まってから初のシングル。
収録曲は2曲とも、テレビアニメ『SKET DANCE』のタイアップ。なお、カップリング曲の方が同作で先に使用されており、カップリング曲の方が発表が早かった。
初回生産限定盤には、PVと、オフショットが収録されたDVDが付いてくる。
2曲とも、作詞はメンバーの多田宏が担当しており、自身のブログで「僕にとっても大きな経験となった」と語っている。

## チャート成績
2012年2月13日付のオリコン週間シングルチャートで33位を獲得。初動売上は0.2万枚を記録し、デイリーチャートでも2011年1月31日付、2月5日付で23位獲得した。
2011年2月13日付のビルボードチャートでは、Billboard Hot Singles Salesで33位、Billboard Hot Animationで11位を獲得した。また、2012年2月11日放送分の『COUNT DOWN TV』のThis Week's TOP100では31位、2012年1月14日付のFRIDAY SUPER COUNTDOWN 50では8位、2012年2月1日から2月7日調査分のRIAJ有料音楽配信チャートでは70位をそれぞれ獲得した。

## 収録曲
- 全曲、作詞：多田宏、作曲・編曲：tatsuo

1. Message [4:17]
  - テレビ東京系アニメ『SKET DANCE』第4期オープニングテーマ（第47話ではエンディングテーマとして使用）
2. HERO [4:30]
  - テレビ東京系アニメ『SKET DANCE』第37話エンディングテーマ
3. Message（instrumental）
4. HERO（instrumental）

### DVD
1. Message -Music Video-
2. Message -Off Shot Movie-

## 収録アルバム
| 楽曲    | 発売日        | タイトル   | 備考                        |
| ------- | ------------- | ---------- | --------------------------- |
| Message | 2012年7月25日 | Sketchbook | 1枚目のオリジナルアルバム。 |
| HERO    | 2012年7月25日 | Sketchbook | 1枚目のオリジナルアルバム。 |